# NeuroG

Neurog — неприбутковий науково-дослідницький проект у галузі нейроінформатики, який використовує прості та доступні електроенцефалографічні прилади для розпізнавання уявних образів. Проект розробляється командою російських науковців фізичного факультету МДУ та Інституту вищої нервової діяльності і нейрофізіології РАН.
Робота над проектом почалась 2009 року. Спочатку вчені використовували у своїх дослідах професійне лабораторне ЕЕГ та ФМРТ обладнання. Але згодом було прийнято рішення використовувати доступний периферійний пристрій EPOC австралійської компанії Emotiv Systems, який коштує усього 300 доларів США.
Це було зроблено з метою залучення до участі в дослідженні більш широкого кола людей (Emotiv продала більше як 30 000 своїх пристроїв EPOC) і формування якомога більш широкої бази даних відповідностей між активністю мозку та зображенням, яке її викликає.
У квітні 2011 року було запущено вебсайт проекту. Тепер кожний користувач Emotiv EPOC може приєднатися до проекту. Для цього потрібно зареєструватися та встановити спеціальний додаток до Firefox. На даному етапі підтримується лише операційна система Windows, а сайт функціонує лише англійською мовою.
У червні 2011 року, в одному з найвпливовіших світових рецензованих журналів PLoS ONE було опубліковано працю «Інтерфейс мозок-комп'ютер, заснований на генерації уявних образів», присвячену деяким методам роботи NeuroG.
25 квітня 2011 року в Політехнічному музеї Москви проектом NeuroG було проведено першу у світі демонстрацію експерименту по розпізнаванню уявних образів.
Проект ставить собі за мету створення універсальних алгоритмів для розпізнавання візуальних образів, які можна буде використовувати для розробки нових засобів нейроінформатики. Сфера застосування методу досить широка: від лікування нейрологічних хвороб до освіти та соціальних мереж. Уже розроблено інтерфейс нейропошуку для Яндексу.

## Виноски
1. ↑  (рос.)Еникеева, Альфия«Российские учёные научат компьютер читать мысли» [Архівовано 2014-03-10 у Wayback Machine.], «Наука и технологии России», Перевірено 2011-7-24.
2. ↑  Кучкінова, Світлана«Учені навчилися шукати дані в Інтернеті силою думки» [Архівовано 5 березня 2016 у Wayback Machine.], «Єдине освітнє інформаційне вікно», Перевірено 2011-7-24.
3. ↑  (рос.)Яблоков, Алексей«Орден черных шапочек»[недоступне посилання з лютого 2019], Ведомости, Перевірено 2011-7-24.
4. 1 2  (рос.)«Русские ученые научили компьютер угадывать мыслеобразы» [Архівовано 30 квітня 2011 у Wayback Machine.], CNews, Перевірено 2011-7-24.
5. ↑  (англ.)«About NeuroG» [Архівовано 8 серпня 2011 у Wayback Machine.], NeuroG, Перевірено 2011-7-25.
6. ↑  (англ.)Bobrov P, Frolov A, Cantor C, Fedulova I, Bakhnyan M, et al. (2011) Brain-Computer Interface Based on Generation of Visual Images. PLoS ONE [Архівовано 23 липня 2011 у Wayback Machine.] 6(6): e20674. doi:10.1371/journal.pone.0020674
7. ↑  (рос.)«Российские ученые показали прибор, „читающий“ мысли» [Архівовано 26 липня 2011 у Wayback Machine.], РИА Новости, Проверено 2011-7-21.